# 歴史文学賞
歴史文学賞（れきしぶんがくしょう）は、日本の文学賞である。

## 歴史
1976年（昭和51年）から2007年まで毎年開催されていた。主宰は雑誌『歴史読本』の発行元として知られていた歴史図書専門出版社の新人物往来社（2013年4月に中経出版に吸収合併）。
2008年度をもって終了。

## 受賞一覧
- 第1回（1976年）三木一郎『重い雨』
- 第2回（1977年）松本幸子『閑谷の日日』
- 第3回（1978年）該当作なし
- 第4回（1979年）霜川遠志『八代目団十郎の死』
- 第5回（1980年）泉淳『火田の女』
- 第6回（1981年）川上直志『氷雪の花』
- 第7回（1982年）該当作なし
- 第8回（1983年）篠田達明『にわか産婆・漱石』
- 第9回（1984年）高市俊次『花評者石山』
- 第10回（1985年）内村幹子『今様ごよみ』
- 第11回（1986年）浅田耕三『首化粧』
- 第12回（1987年）該当作なし
- 第13回（1988年）江宮隆之『経清記』
- 第14回（1989年）該当作なし
- 第15回（1990年）狩野あざみ『博浪沙異聞』
- 第16回（1991年）鳴海風『円周率を計算した男』
- 第17回（1992年）風野真知雄『黒牛と妖怪』
- 第18回（1993年）梓澤要『喜娘』
- 第19回（1994年）東秀紀『鹿鳴館の肖像』
- 第20回（1995年）風来某『孤愁の仮面』
- 第21回（1996年）別所真紀子『雪はことしも』
- 第22回（1997年）間真里子『天保の雪』
- 第23回（1998年）渡辺房男『桜田門外十万坪』
- 第24回（1999年）城野隆『妖怪の図』
- 第25回（2000年）乾浩『北夷の海』
- 第26回（2001年）松浦節『伊奈半十郎上水記』
- 第27回（2002年）植松三十里『桑港にて』
- 第28回（2003年）岩井三四二『村を助くは誰ぞ』
- 第29回（2004年）葉室麟『乾山晩愁』
- 第30回（2005年）金重明『三別抄耽羅戦記』
- 第31回（2006年）野田真理子『孤軍の城』
- 第32回（2007年）賀名生岳『風歯（ふうし）』
- 第33回（2008年）募集中止